# WWE Bash in Berlin
Der Bash in Berlin war eine Wrestling-Großveranstaltung der World Wrestling Entertainment (WWE), die am 31. August 2024 in der Uber Arena in Berlin, Deutschland, stattfand. Es war das erste WWE-Pay-per-View-Event, das in Deutschland ausgetragen wurde, und bildete den Höhepunkt einer größeren Road to Bash in Berlin-Tour durch Europa. Die Veranstaltung lockte 13.149 Zuschauer in die ausverkaufte Arena und erzielte den höchsten Umsatz für eine WWE-Arena-Show in der Geschichte des Unternehmens. Das Event umfasste fünf Matches, darunter drei Titelkämpfe. Im Hauptkampf verteidigte Gunther erfolgreich seinen World-Heavyweight-Championship-Titel gegen Randy Orton.

## Hintergrund

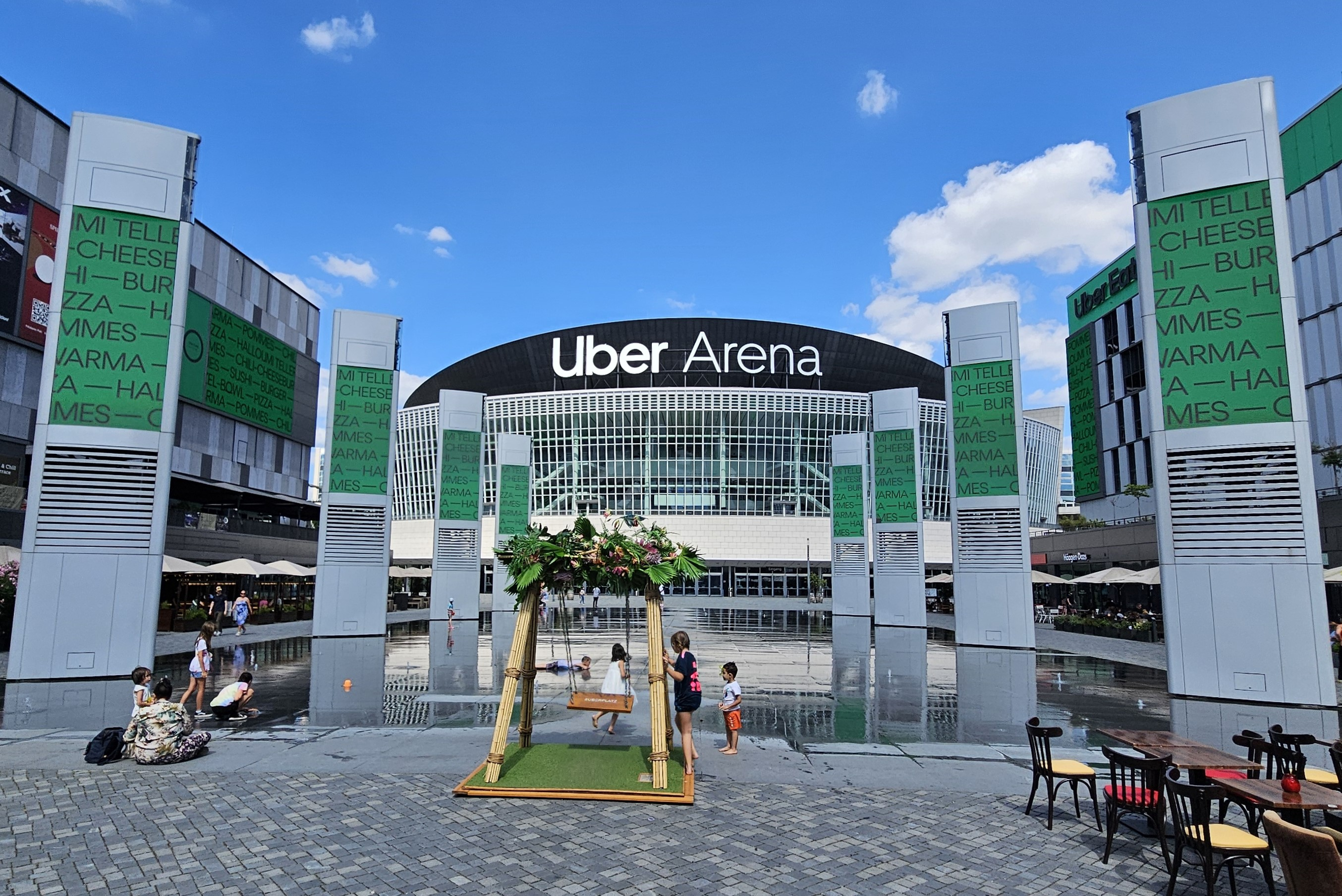
Uber Arena in Berlin (2024)

Die Ankündigung des Bash in Berlin erfolgte am 25. Oktober 2023, als die WWE bekanntgab, dass sie ihre erste Pay-per-View-Veranstaltung in Deutschland unter dem Namen Bash in Berlin abhalten würde. Der Kartenvorverkauf begann am 30. November 2023. Das Event war Teil einer größeren Road to Bash in Berlin-Tour durch Europa, die zusätzlich fünf WWE Live Shows in verschiedenen europäischen Städten umfasste.
Am Vorabend des Bash in Berlin, am 30. August 2024, fand in derselben Arena eine Ausgabe von Friday Night SmackDown statt, was die erste Live-Übertragung dieser Sendung aus Deutschland darstellte.
Die Veranstaltung verzeichnete eine ausverkaufte Arena mit 13.149 Zuschauern. Während der Show gab WWE-Kommentator Sebastian Hackl bekannt, dass der Bash in Berlin einen neuen Umsatzrekord für eine WWE-Arena-Show aufgestellt hatte. WWE-Funktionär Triple H bestätigte später, dass es sich um die umsatzstärkste Arena-Veranstaltung in der WWE-Geschichte handelte, wobei der vorherige Rekord bei Clash at the Castle: Scotland am 15. Juni 2024 aufgestellt worden war.
Die hohen Ticketpreise trugen maßgeblich zum finanziellen Erfolg bei. Einige Plätze am Ring kosteten mehrere tausend Euro, während normale Plätze im Unterrang teilweise für 800 Euro oder mehr verkauft wurden. Trotz der hohen Preise gelang es der WWE, die Arena vollständig zu füllen. Der offizielle Titelsong der Veranstaltung war Ratatata von Babymetal und Electric Callboy.
Das Event umfasste fünf Matches, darunter drei Titelkämpfe. Im Hauptkampf (Main Event) verteidigte Gunther, ein österreichischer Wrestler mit starken Verbindungen zur deutschen Wrestling-Szene, erfolgreich seinen World Heavyweight Championship-Titel gegen Randy Orton.
Der Erfolg des Bash in Berlin führte zu Spekulationen über mögliche zukünftige WWE-Großveranstaltungen in Deutschland. Obwohl zum Zeitpunkt des Events keine konkreten Pläne vorlagen, deuteten Insider-Berichte darauf hin, dass die WWE mit ihrer Woche in Deutschland sehr zufrieden war und die Veranstaltung alle Erwartungen übertroffen hatte.

## Storylines und Matches
Der Bash in Berlin beinhaltete mehrere bedeutende Storylines, die sich über die vorangegangenen Wochen und Monate in den WWE-Shows Monday Night Raw und Friday Night SmackDown entwickelt hatten.

### Undisputed WWE Championship zwischen Cody Rhodes und Kevin Owens

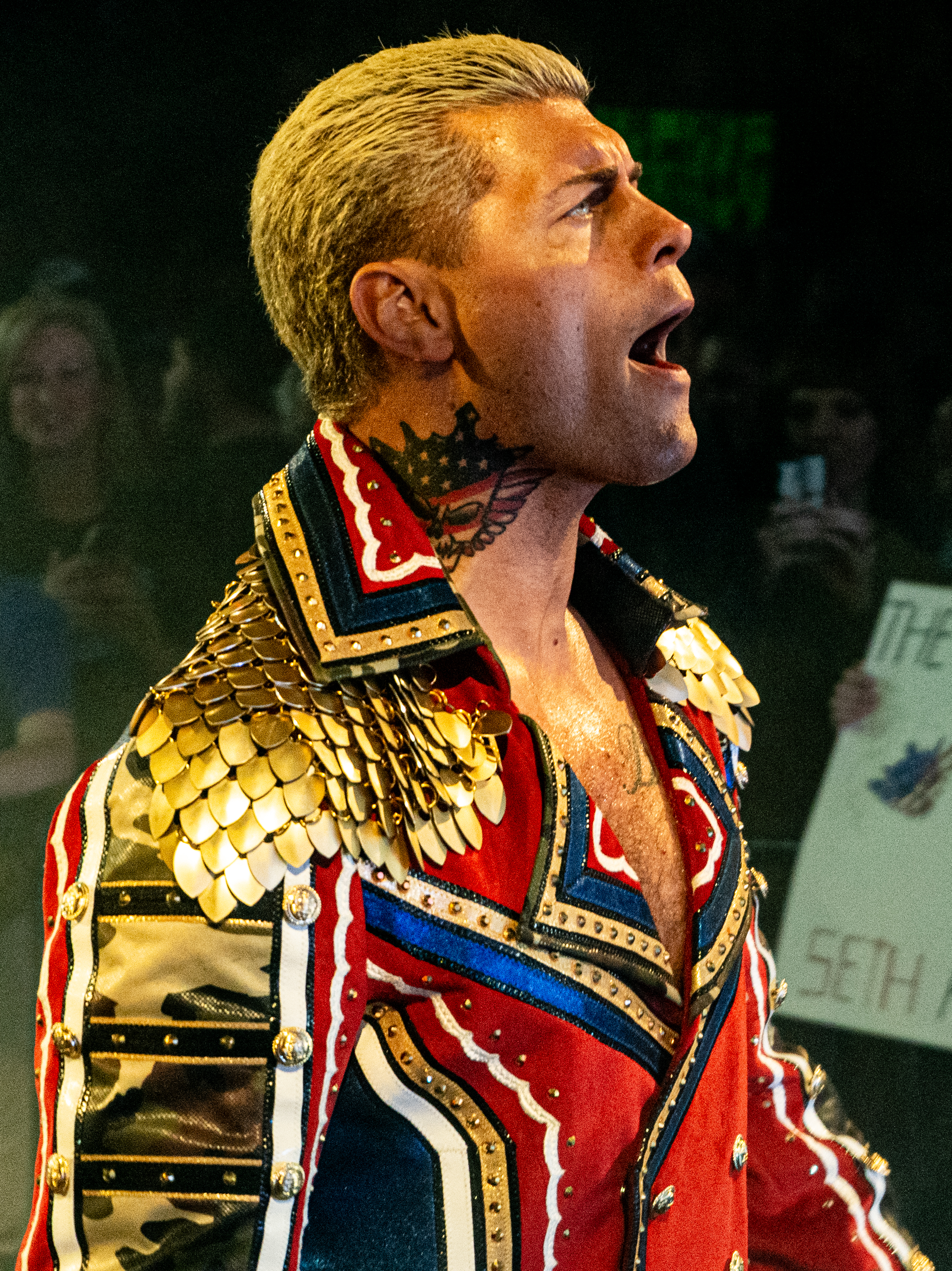
Cody Rhodes (2024)

In den Wochen vor dem Event wurde Cody Rhodes’ angebliche Knieverletzung zu einem zentralen Thema. Kevin Owens hatte diese Verletzung bereits in der vorherigen SmackDown-Ausgabe angesprochen, was die Spannung vor dem Titelkampf erhöhte. Die Dynamik zwischen den beiden Wrestlern war von besonderem Interesse, da sie in der Vergangenheit als Verbündete gegen The Bloodline gekämpft hatten.
Das Match eröffnete die Großveranstaltung und bot den Zuschauern ein beeindruckendes Schauspiel aus Wrestling und Storyline. Während des Kampfes gab es mehrere Schlüsselmomente, die die komplexe Beziehung zwischen Rhodes und Owens verdeutlichten: Als Rhodes’ Knie auf dem zweiten Seil nachgab, zögerte Owens anzugreifen und gab seinem Gegner stattdessen Raum. Zudem verzichtete Owens darauf, eine Powerbomb auf dem Ringrand gegen den verletzten Rhodes auszuführen. Diese Momente unterstrichen Owens’ inneren Konflikt zwischen seinem Wunsch zu gewinnen und seiner Loyalität gegenüber Rhodes. Kommentator Wade Barrett merkte an, dass Owens scheinbar den „Killerinstinkt“ vermissen ließ. Schließlich gelang es Rhodes, das Match mit einem „Cross Rhodes“ zu beenden und den Titel zu verteidigen. Nach dem Kampf umarmten sich die beiden Wrestler im Ring, was ihre anhaltende Freundschaft trotz der Rivalität zeigte.
Die Reaktion von Owens nach dem Match, als er die Kamera wegschlug, um einen scheinbar persönlichen Moment zu schützen, deutet auf mögliche zukünftige Storyline-Entwicklungen hin. Kommentator Michael Cole erwähnte zudem, dass Solo Sikoa wahrscheinlich der nächste Herausforderer für Rhodes’ Titel sein wird.
Das Match bei Bash in Berlin markierte einen wichtigen Punkt in der Karriere beider Wrestler. Für Rhodes war es eine erfolgreiche Titelverteidigung bei Deutschlands erstem Premium Live Event. Für Owens hingegen könnte sein Verhalten während des Matches und die angedeuteten charakterlichen Konflikte zu interessanten Storyline-Entwicklungen in der Zukunft führen.

### WWE Women’s Tag Team Championship: Bianca Belair und Jade Cargill gegen The Unholy Union
Die Vorgeschichte zu diesem Aufeinandertreffen begann bei Clash at the Castle: Scotland am 15. Juni 2024, als The Unholy Union (Alba Fyre and Isla Dawn) in einem Triple Threat Match die Women’s-Tag-Team-Titel von Bianca Belair und Jade Cargill gewinnen konnten. Dies beendete die erste gemeinsame Regentschaft von Belair und Cargill nach 42 Tagen, die sie bei Backlash France am 4. Mai 2024 durch einen Sieg über The Kabuki Warriors (Asuka und Kairi Sane) errungen hatten. In den folgenden Wochen forderten Belair und Cargill ihr Rückmatch, während The Unholy Union ihre Regentschaft festigten. Insgesamt konnten Fyre und Dawn den Titel 76 Tage lang verteidigen. Das Rückmatch wurde schließlich für den Bash in Berlin angesetzt.
Am 31. August 2024 trafen die Teams in der Uber Arena in Berlin aufeinander. In einem 12-minütigen Match gelang es Belair und Cargill, die Titel zurückzugewinnen. Den entscheidenden Pinfall erzielte Cargill über Dawn nach einer Suplex-Kick-Kombination. Damit wurden Belair und Cargill zum zweiten Mal WWE Women’s Tag Team Champions.
Dieser Titelwechsel war historisch bedeutsam, da es sich um den ersten Titelwechsel bei einer WWE-Großveranstaltung in Deutschland seit 2002 handelte. Für Belair und Cargill begann damit ihre zweite gemeinsame Regentschaft als Tag Team Champions.

### Strap-Match zwischen CM Punk und Drew McIntyre

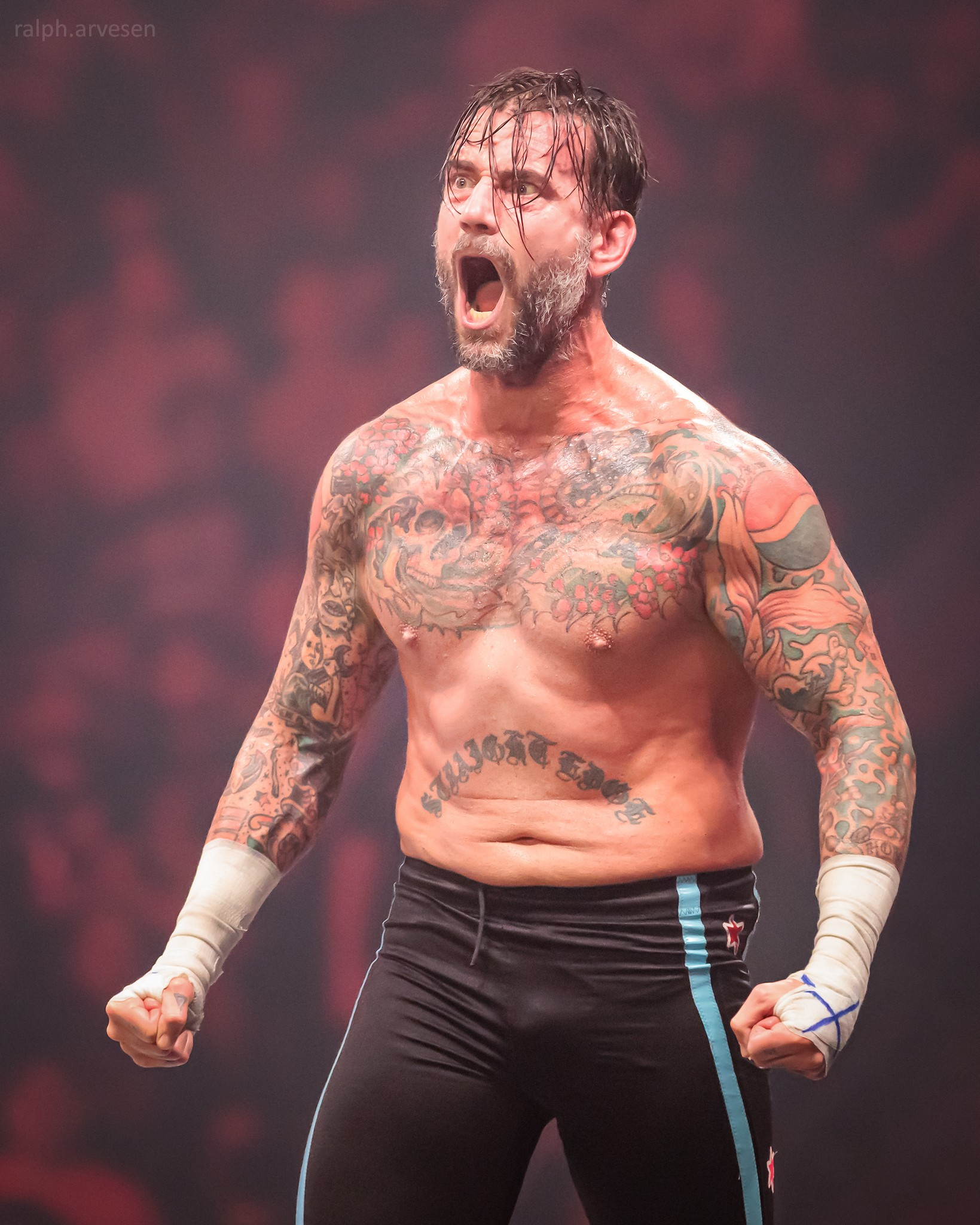
CM Punk (2022)

Die Vorgeschichte zu diesem Aufeinandertreffen reicht bis zu CM Punks WWE-Rückkehr bei den Survivor Series: War Games 2023 zurück. Ein zentrales Element der Storyline war ein Armband von CM Punk mit den Namen seiner Frau AJ Lee und seines Hundes Larry. Drew McIntyre entwendete dieses persönliche Schmuckstück bei einer früheren Konfrontation. Dies vertiefte die Fehde zwischen den beiden Kontrahenten erheblich.
Beim SummerSlam 2024 kam es bereits zu einem Match zwischen CM Punk und McIntyre, bei dem Seth Rollins als Gastringrichter fungierte. CM Punk verlor diese Begegnung, nachdem er sich von Rollins ablenken ließ, der das Armband in Verwahrung genommen hatte. In den folgenden Wochen eskalierte der Konflikt weiter. Am 12. August 2024 kam es bei Monday Night Raw zu einer Prügelei zwischen CM Punk und McIntyre, bei der Punk seinen Gegner mit einem Gürtel attackierte. Eine Woche später verkündete CM Punk, dass Raw-General Manager Adam Pearce ein Strap-Match zwischen den beiden für den Bash in Berlin angesetzt hatte.
Beim Bash in Berlin dominierte zunächst McIntyre, der CM Punk vor dem offiziellen Matchbeginn überfiel. Im Verlauf des Matches gelang es CM Punk jedoch, das Blatt zu wenden. Er setzte mehrfach seinen Finisher, den „GTS (Go To Sleep)“, ein. Letztendlich konnte CM Punk alle vier Ringecken nacheinander checken und so den Sieg erringen. Unmittelbar danach nahm er McIntyre das Armband wieder ab.
Die Auseinandersetzung zwischen den beiden Wrestlern scheint damit jedoch noch nicht beendet zu sein. In der darauffolgenden Ausgabe von Monday Night Raw griff McIntyre CM Punk erneut an und zerriss das zurückeroberte Armband. Berichten zufolge könnte die Fehde in einem Hell in a Cell-Match beim Bad Blood am 5. Oktober 2024 gipfeln.
Diese intensive Rivalität zwischen CM Punk und Drew McIntyre hat sich zu einem der Höhepunkte des WWE-Programms im Jahr 2024 entwickelt. Das Strap-Match beim Bash in Berlin markierte dabei einen wichtigen Wendepunkt in der Storyline.

### Mixed-Tag-Team-Match zwischen The Terror Twins und The Judgment Day
Die Vorgeschichte begann, als Rhea Ripley aufgrund einer von Liv Morgan zugefügten Verletzung die Women’s World Championship aufgeben musste. In Ripleys Abwesenheit gewann Morgan den vakanten Titel. Während Ripleys Verletzungspause näherte sich Morgan Dominik Mysterio an, der zu diesem Zeitpunkt Teil von The Judgment Day und Ripleys On-Screen-Partner war. Nach Ripleys Rückkehr schien sich die Situation zunächst zu beruhigen, als Mysterio sich bei ihr entschuldigte und Morgan gegenüber Abneigung bekundete. Beim SummerSlam 2024 kam es jedoch zu einer überraschenden Wendung: Mysterio half Morgan, den Titel gegen Ripley zu verteidigen, indem er ihr einen Stuhl zuspielte. Nach dem Match küssten sich Mysterio und Morgan, was Ripley schockierte.
Parallel dazu entwickelte sich eine Storyline um Damian Priest, der bei WrestleMania XL die World Heavyweight Championship gewonnen hatte. Dies führte zu Spannungen innerhalb von The Judgment Day, insbesondere mit Finn Bálor. Beim SummerSlam kostete Bálor Priest den Titel in einem Match gegen Gunther. In der Folge-Episode von Monday Night Raw enthüllte Bálor, dass er zusammen mit Mysterio, Morgan, JD McDonagh und Carlito eine neue Version von The Judgment Day gebildet hatte. Ripley und Priest, die sich nun als The Terror Twins bezeichnen, bildeten daraufhin ihre eigene Allianz.
Diese Entwicklungen führten zum Mixed-Tag-Team-Match beim Bash in Berlin. Das Match versprach nicht nur Action im Ring, sondern auch eine Fortsetzung der emotionalen und persönlichen Fehde zwischen den ehemaligen Verbündeten. Das Mixed-Tag-Team-Match begann mit einem intensiven Schlagabtausch zwischen Rhea Ripley und Liv Morgan, bevor sich Damian Priest und Dominik Mysterio ein technisch anspruchsvolles Duell lieferten. Die Dynamik des Matches änderte sich, als The Judgment Day unfaire Taktiken anwendete, was zu einer chaotischen Schlussphase führte. Letztendlich sicherten sich The Terror Twins den Sieg, als Ripley Morgan mit ihrem Finisher „Riptide“ besiegte.
Laut Dave Meltzer von Wrestling Observer Live war zu erwarten, dass die Fehde mit dem Match in Berlin nicht enden würde. Insbesondere zwischen Priest und Bálor wurde eine Fortsetzung der Rivalität prognostiziert.
Das Match beim Bash in Berlin stellte somit einen wichtigen Meilenstein in der laufenden Storyline dar, die verschiedene Elemente wie Verrat, Rache, Machtkämpfe und romantische Verwicklungen vereinte.

### World Heavyweight Championship zwischen Gunther und Randy Orton

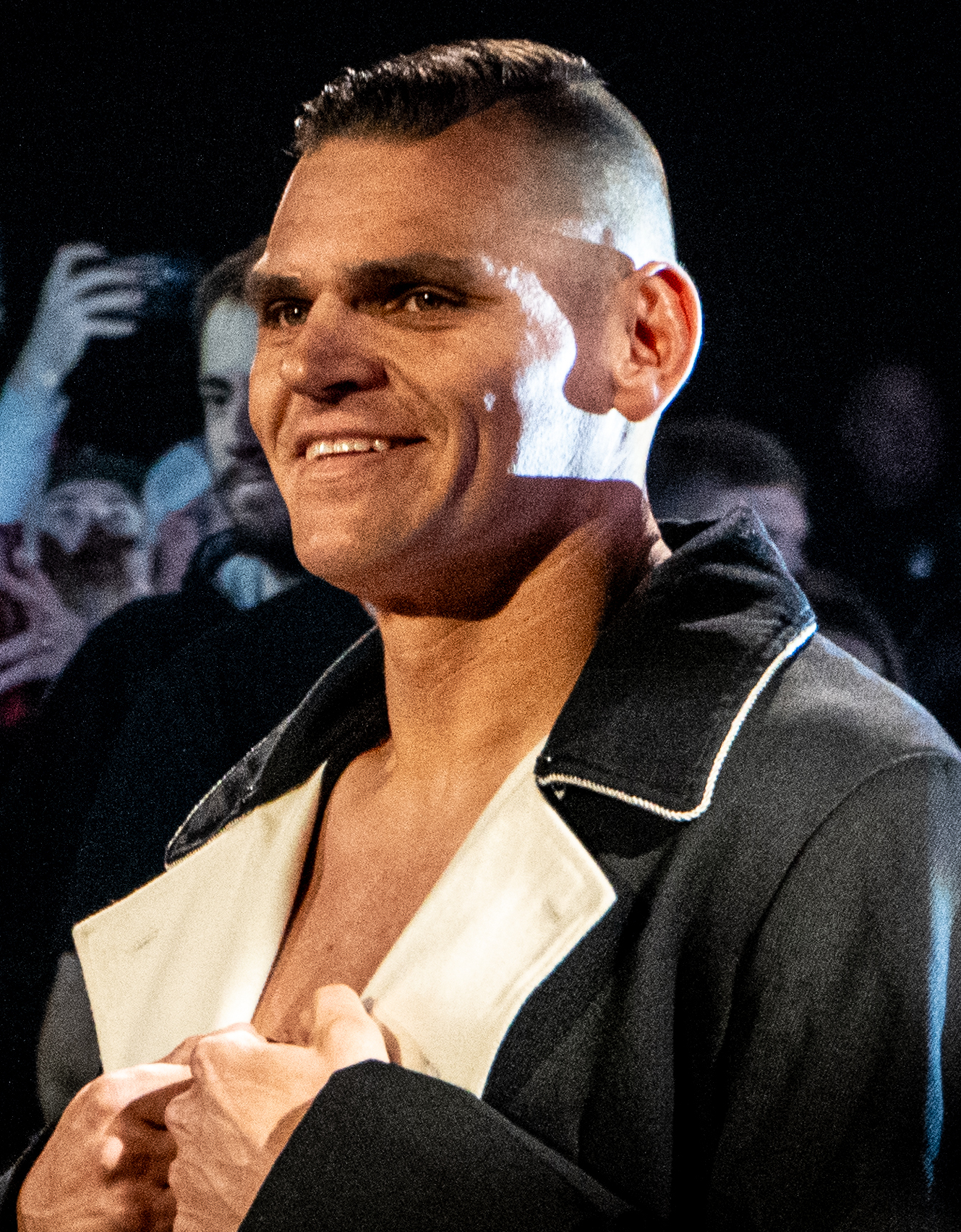
Gunther (2024)

Die Fehde um die World Heavyweight Championship zwischen Gunther und Randy Orton erreichte beim Bash in Berlin ihren Höhepunkt. Die Vorgeschichte begann beim King and Queen of the Ring 2024, als Gunther Orton im Finale besiegte, allerdings unter kontroversen Umständen. Nach diesem umstrittenen Sieg gewann Gunther bei SummerSlam 2024 die World Heavyweight Championship. In der darauffolgenden Monday Night Raw-Ausgabe forderte Orton Gunther zu einem Titelmatch beim Bash in Berlin heraus, was der Champion akzeptierte. Die Fehde nahm an Intensität zu, als Gunther persönliche Angriffe gegen Ortons Familie startete. Dies führte zu physischen Auseinandersetzungen zwischen den beiden Kontrahenten in den Wochen vor der Veranstaltung.
Beim Bash in Berlin verteidigte Gunther seinen Titel in einem über 30-minütigen Match gegen Orton. Der Kampf war geprägt von einer langsamen, methodischen Vorgehensweise beider Wrestler, was zu kontroversen Diskussionen in der Wrestling-Community führte. Einige Beobachter empfanden das Tempo als zu langsam, während andere es als kunstvoll und dem Old School Wrestling entsprechend lobten. Trotz Ortons physischer Dominanz in Teilen des Matches konnte Gunther letztendlich die Oberhand gewinnen. Der entscheidende Moment kam, als Gunther einen Aufgabegriff (Sleeper Hold) für mehrere Minuten ansetzte, bis Orton das Bewusstsein verlor. Dies führte zum technischen Knock-out-Sieg für Gunther und zur erfolgreichen Titelverteidigung.
Nach dem Match zollten sich beide Kontrahenten gegenseitigen Respekt, was durch einen Handschlag symbolisiert wurde. Dieser Moment wurde von vielen als symbolische Fackelübergabe zwischen zwei Generationen von Wrestlern interpretiert.
Der Sieg festigte Gunthers Position als dominanter Champion und markierte einen weiteren Meilenstein in seiner WWE-Karriere, während es für Orton eine weitere verpasste Gelegenheit darstellte, seinen 15. World Title zu gewinnen.

## Ergebnisse
| Ergebnisse des Bash in Berlin                           | Ergebnisse des Bash in Berlin                                                                              | Ergebnisse des Bash in Berlin                           | Ergebnisse des Bash in Berlin                   | Ergebnisse des Bash in Berlin |
| Nummer                                                  | Match | Matchart                                                | Ergebnis                                        | Länge des Matches             |
| ------------------------------------------------------- | --- | ------------------------------------------------------- | ----------------------------------------------- | ----------------------------- |
| 1                                                       | Cody Rhodes (C) gegen Kevin Owens                                                                          | Singles-Match um die Undisputed WWE Championship        | Cody Rhodes siegte durch Pinfall                | 23:16 min                     |
| 2                                                       | Bianca Belair und Jade Cargill gegen The Unholy Union (C) (Alba Fyre und Isla Dawn)                        | Tag-Team-Match um die WWE Women’s Tag Team Championship | Jade Cargill besiegte Isla Dawn durch Pinfall   | 12:02 min                     |
| 3                                                       | CM Punk gegen Drew McIntyre                                                                                | Strap-Match                                             | CM Punk siegte durch Check der vier Ringpfosten | 19:15 min                     |
| 4                                                       | The Terror Twins (Damian Priest und Rhea Ripley) gegen The Judgment Day ( Dominik Mysterio und Liv Morgan) | Mixed-Tag-Team-Match                                    | Rhea Ripley besiegte Liv Morgan durch Pinfall   | 14:20 min                     |
| 5                                                       | Gunther (C) gegen Randy Orton                                                                              | Singles-Match um die World Heavyweight Championship     | Gunther siegte durch technischen Knock-out      | 34:28 min                     |
| (C) – Inhaber einer Championship vor dem Bash in Berlin | |                                                         |                                                 |                               |